# Marián Šulko
Marián Šulko (* 28. November 1976) ist ein slowakischer Badmintonspieler. 

## Karriere
Marián Šulko gewann 1993 bei den Einzelmeisterschaften der Junioren in der Slowakei seinen ersten Titel. Drei Jahre später siegte er erstmals bei den Erwachsenen. Insgesamt konnte er seine Bilanz bis 2007 auf zwölf slowakische Meistertitel ausbauen.

## Sportliche Erfolge
| Veranstaltung | Saison                                       | Disziplin    | Sieger                        |
| ------------- | -------------------------------------------- | ------------ | ----------------------------- |
| 1993          | Slowakei: Einzelmeisterschaften der Junioren | Herrendoppel | Marián Šulko / Radovan Janos  |
| 1994          | Slowakei: Einzelmeisterschaften der Junioren | Herreneinzel | Marián Šulko                  |
| 1995          | Slowakei: Einzelmeisterschaften der Junioren | Herreneinzel | Marián Šulko                  |
| 1995          | Slowakei: Einzelmeisterschaften der Junioren | Herrendoppel | Marián Šulko / Radovan Janos  |
| 1996          | Slowakei:Einzelmeisterschaften               | Herreneinzel | Marián Šulko                  |
| 1997          | Slowakei:Einzelmeisterschaften               | Herrendoppel | Marián Šulko / Marek Navratil |
| 1999          | Slowakei:Einzelmeisterschaften               | Herreneinzel | Marián Šulko                  |
| 1999          | Slowakei: Einzelmeisterschaften              | Herrendoppel | Pavel Mečár / Marián Šulko    |
| 2000          | Slowakei: Einzelmeisterschaften              | Herreneinzel | Marián Šulko                  |
| 2000          | Slowakei: Einzelmeisterschaften              | Herrendoppel | Marián Šulko / Pavel Mečár    |
| 2001          | Slowakei: Einzelmeisterschaften              | Herreneinzel | Marián Šulko                  |
| 2003          | Slowakei:Einzelmeisterschaften               | Herreneinzel | Marián Šulko                  |
| 2004          | Slowakei:Einzelmeisterschaften               | Herreneinzel | Marián Šulko                  |
| 2006          | Slowakei:Einzelmeisterschaften               | Herrendoppel | Michal Matejka / Marián Šulko |
| 2006          | Slowakei:Einzelmeisterschaften               | Herreneinzel | Marián Šulko                  |
| 2007          | Slowakei: Einzelmeisterschaften              | Herreneinzel | Marián Šulko                  |
| 2008          | Slowakei: Einzelmeisterschaften              | Herreneinzel | Marián Šulko                  |
| 2010          | Slowakei: Einzelmeisterschaften              | Herrendoppel | Pavel Mečár / Marián Šulko    |
| 2012          | Slowakei:Einzelmeisterschaften               | Herrendoppel | Michal Matejka / Marián Šulko |

## Referenzen
- tournamentsoftware.com

| Personendaten    | Personendaten                 |
| ---------------- | ----------------------------- |
| NAME             | Šulko, Marián                 |
| KURZBESCHREIBUNG | slowakischer Badmintonspieler |
| GEBURTSDATUM     | 28. November 1976             |